# 103 Hera
103 Hera (in italiano 103 Era) è un piccolo asteroide della Fascia principale. È composto probabilmente da nichel e ferro allo stato metallico e silicati.
Miriam fu scoperto il 7 settembre 1868 da James Craig Watson al Detroit Observatory dell'università del Michigan (USA) ad Ann Arbor. Fu battezzato così in onore di Era, nella mitologia greca la regina degli dei dell'Olimpo, sorella e sposa di Zeus.